# Misumessus oblongus
Misumessus oblongus là một loài nhện trong họ Thomisidae.
Loài này thuộc chi Misumessus. Misumessus oblongus được Eugen von Keyserling miêu tả năm 1880.